# Marignac-Laspeyres
Marignac-Laspeyres is een gemeente in het Franse departement Haute-Garonne (regio Occitanie) en telt 149 inwoners (2005). De plaats maakt deel uit van het arrondissement Muret.

## Geografie
De oppervlakte van Marignac-Laspeyres bedraagt 12,3 km², de bevolkingsdichtheid is 12,1 inwoners per km².

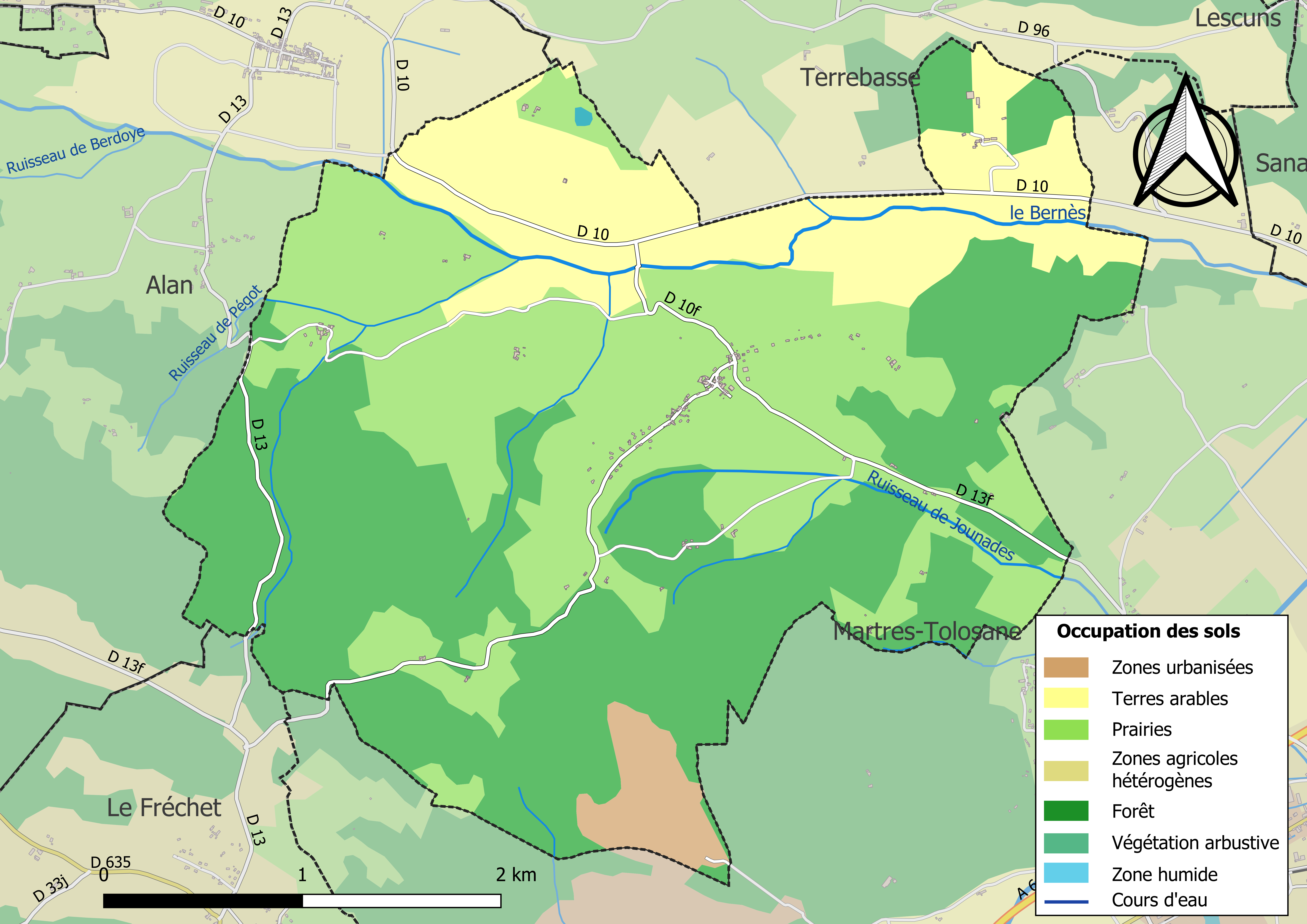
kaart van de gemeente met de belangrijkste infrastructuur, bodemgebruik en omliggende gemeenten

## Demografie
Onderstaande figuur toont het verloop van het inwonertal (bron: INSEE-tellingen).